# 巴伦西亚足球俱乐部
華倫西亞足球會是西班牙甲組足球聯賽的足球會之一。1919年創立，位於西班牙的第三大城市巴倫西亞。華倫西亞是一支有著悠久歷史的老牌球隊，是第四受欢迎的西班牙俱乐部，位于皇家马德里，巴塞罗那和马德里竞技之后。早期球隊因身穿白上衣和白短褲，故西班牙有「白幽靈」之稱。華倫西亞同城死敵有利雲特，大區死敵比利亞雷阿爾和埃尔切。華倫西亞素以風格平穩見稱，其特點為快速攻守轉換，高效防守反擊。
華倫西亞是歐洲聞名的勁旅之一，絕大部分時間都是在西甲中度過的，自從1930/31賽季奪得乙組冠軍升上甲組之後，一直都在西甲作賽，直到1985/86賽季意外降班，其後迅即以乙組冠軍身份重返甲組，自此球隊一直在西甲中運作。60年代為球隊最光輝的時刻，1961/62第四屆歐洲博覽會杯，球隊攻入33個進球，創造了歐洲博覽會杯比賽的進球最高紀錄，當中包括8強兩回合計以10:3狂勝隊，決賽兩回合計以7:3橫掃巴塞隆納。第二年，蟬聯了歐洲博覽會杯的冠軍。 1963/64賽季，華倫西亞期望創造三連冠的神話，但這一次卻在決賽中1:2負于薩拉戈薩，屈居亞軍。另外，值得驕傲的是華倫西亞曾於1980年獲得歐洲優勝者杯的冠軍。接著，華倫西亞又在歐洲超級盃力克英格蘭的諾定咸森林，這也是西班牙球隊第一次奪得歐洲超級盃。
華倫西亞曾贏得6次西甲冠軍、8次西班牙國王盃冠軍、3次歐洲足協盃冠軍、1次歐洲盃賽冠軍杯冠軍和2次歐洲超霸盃。華倫西亞是西班牙傳統五強之一，華倫西亞也是G-14成員之一。

## 球會歷史

### 球會成立
1919年，在圖利亞河首府的中心的一間酒吧，一群人把建立一隊足球隊的構思付諸行動了。這支足球隊的第一任主席的推舉，居然由一枚硬幣來決定， Octavio Augusto Milego Díaz 及 Gonzalo Medina Pernás 都有資格出任主席，他們決定拋一枚硬幣，以落地後的正反面來決定主席職位的誰屬。最後 Octavio Augusto Milego Díaz 幸運地勝出。但他們還像以前一樣，沒有傾軋與妒忌，肩並肩地在 la calle Barcelonina 上一間房子裡一起工作，承擔起這所新球會的事業。華倫西亞就是這樣的誕生。第一年的華倫西亞管理層還有他們： Pascual 兄弟，Julio Gascó，Andrés Bonilla，José Llorca，Fernando Marzal 和 Adolfo Moya。
不過，華倫西亞的成立，無論在社會上，或是在媒體上，都沒有任何反響。由於西班牙正處於不確定的時代，當時的報紙難以處理體育新聞。在華倫西亞成立之前，這城市裡已經存在幾間球會，但他們都没有主導華倫西亞的足球。1908年，這裡已經有幾個球會在華倫西亞：利雲特， Real Gimnástico ， Hispania 或 Hispano 。
球會成立後，第一場比賽是客場作賽，地點在卡斯迪隆，時間是1919年5月21日，對手是 Real Gimnástico ，結果以1:0獲勝。這場比賽上陣的球員將會載入華倫西亞的史冊上：Marco，Amador Peris，Julio Gasco，Fernando Marzal，Pepe Llobet，Antonio Ferre，Luis Fernandez，Umbert，Martinez Ibarra，Aliaga 及 Gomez Juaneda。
華倫西亞自己擁有的第一个球場是現在已經不存在的阿基羅斯，於1919年12月7日竣工啟用。阿基羅斯是球會所有主場賽事的舉辦地點，直到1923年當馬斯泰拿球場正式使用。在馬斯泰拿球場開幕當天，球會請來的 Castellón Castalia 作表演賽，結果為0:0。翌日，兩隊的再次進行比賽，華倫西亞贏得1:0。

### 1940's——初次啼聲
西班牙內戰結束後，華倫西亞不得不作出調整去適應新的環境。1936年那時的球員，許多都在3年後離開了華倫西亞。戰爭影響到了人們日常生活，當然也包括足球。1939年6月， Alfredo Giménez Buesa 當選了華倫西亞的主席， Luis Casanova 成了副主席。這時，新一代的球會管理層有一個重要的任務，就是要找回球會在足球方面的優勢。雖然這種優勢當時被認為只是在公眾的回憶中倖存下來。而另一位從戰爭中倖存下來的華倫西亞重要成員——馬斯泰拿球場。在連續的空襲中，馬斯泰拿球場幾乎被摧毀殆盡。但現在，球場被重新設計並擴建至可以容下22,000名觀眾。 Giménez 之後， Casanova 眾望所歸當選球會的主席。在他的任期裡，球會迎來了自己的黃金歲月。前 10個賽季裡，華倫西亞贏得了 3個聯賽冠軍和 2個盃賽冠軍（即現今的西班牙盃）。這些輝煌的成就，可以解釋為：那些戰爭前的主力球員們繼續留在球會；擁有由 Epi，Amadeo， Mundo，Asensi，Gorostiza 組成的夢幻般的「閃電鋒線」；主席 Luis Casanova 的個人魅力；教練席上 Cubells，Moncho Encinas，Pasarín，Jacinto Quincoces 的出色指揮；馬斯泰拿球場的恢復；還有球會建立了附屬球隊華倫西亞馬斯泰拿隊。
毫無疑問，當時的華倫西亞是支偉大的隊伍，至少被稱為是在當時世界上最好的球隊之一，擁有 Ignacio Eizaguirre 作為門將，由兩個非常了解對方的後衛， Álvaro and Juan Ramón 來負責中路防守，還有一條由兩個華倫西亞人和三個巴斯克人組成的「閃電鋒線」。這支隊伍為球會奪得了第一個全國錦標：1941年的西班牙國王杯。這是這支無敵之師開始其20年輝煌歷史的第一個戰利品，你可以想像在圖利亞河首府的慶祝活動有多麼盛大。贏得獎盃，聯賽排名第三，擁有數名國際級球員，這使得華倫西亞在西班牙迅速躋身成為「大球會」的行列。
當1941/42賽季球會贏得歷史上第一個西班牙聯賽冠軍時，梅斯塔利亚的輝煌達到頂點。不過諷刺的是，當時的盃賽居然比聯賽更重要。不過就算是這樣，華倫西亞的那個賽季依然讓人熱血沸騰。球隊不僅刷新了聯賽的進球記錄（26場比賽進85球），而馬斯泰拿更成為了無懈可擊的堡壘。（只有　Atlético Aviación 在華倫西亞主場取得過勝利），華倫西亞變成了一支無堅不摧的超級勁旅。當時隊中的前鋒，Edmundo Suárez 及 Mundo，更是以27個入球成為該賽季的神射手。
經歷了一個賽季的沉默，在1943/44賽季，華倫西亞再次登上聯賽冠軍的寶座。這一次，華倫西亞是從聯賽開始便一直領跑積分榜，而只有巴塞隆納曾在聯賽中以4:3擊敗過主場的華倫西亞。Mundo 又一次以27個入球高居射手榜首位。華倫西亞在聯賽中的優勢太過明顯以至於人們都開始忽視聯賽的存在，不過華倫西亞的球迷們沒有理由不高興，看著自己的隊伍在4年內捧起了第3座獎盃。
在40年代，華倫西亞也並不是一帆風順。事實上，華倫西亞是唯一一支連續三次進入西班牙盃賽決賽都飲恨的西班牙球隊。在1944、1945和1946年連續三屆盃賽，華倫西亞都功虧一簣取得亞軍。這次連續的決賽失利被認為是受到了嫉妒的詛咒，因為那三場決賽都是在同一場地上進行的—— Estadi Olímpic de Montjuïc。這座位於巴塞隆拿的球場被華倫西亞球迷稱為不祥之地。第一年，華倫西亞在這裡以0:2不敵畢爾包，第二年華倫西亞2:3再次被巴斯克雄師絆倒，第三年皇家馬德里以3:1讓華倫西亞人再次流下傷心的眼淚。
1946/47賽季，華倫西亞第三次成為聯賽冠軍，而當時，真正意義上的足球場開始與體育場開始區別開來。華倫西亞在那個賽季的奪冠路程可謂跌宕起伏。球隊在聯賽開始時的表現非常糟糕，8輪比賽過後，華倫西亞僅比聯賽墊底的隊伍高 2分。但到了聯賽的最後一輪，聯賽冠軍到底花落誰家仍然未有答案。所有人都看好畢爾包奪冠，但馬德里體育會（原名 Atlético Aviación ，1947年一月改名馬德里體育會）和華倫西亞都還有机会。在最後一場聯賽中，Pasarín 的華倫西亞以6:0擊敗了皇家希洪，而他的對手卻都停下了前進的腳步。畢爾包3:3戰平拉科魯尼亞，而馬德里體育會則被自己永遠的敵人皇家馬德里2:3擊敗。憑藉與畢爾包的對賽優勢，以及在聯賽兩回合比賽中，因為無論在聖馬美斯球場還是馬斯泰拿球場都擊敗了對手，華倫西亞奇蹟般中再次舉起聯賽冠軍奬盃。
在40年代末，球隊經歷了球員更替的時期，Puchades 及 Vicente Seguí 開始成為球隊的中堅。華倫西亞在巴塞隆拿市經歷了三次失敗的盃賽決賽。直到1949年，場地換成了西班牙首都的球場，對手依然是畢爾包。這是場非常艱難的比賽，最終由 Epi 一箭定江山，而這一場勝利也為這位在球隊史上戰績彪炳的功勳級人物的華倫西亞時代劃上了完美的句號。

### 1960's——向歐洲證明！
在1961年7月2日，整個華倫西亞市沉浸在憂傷中，巴西人 Walter 在通往 El Saler 的道路上遇上交通意外死亡。這時，球會的主席 Julio de Miguel Martínez de Bujanda 在接下來的時間裡開創了華倫西亞歷史上一個輝煌的10年。同時在這個時候，西班牙足球有了一個新的挑戰：參加歐洲賽事，向其他歐洲列強證明自己的實力。
Julio de Miguel 取得的第一個錦標就是城市博覽會盃冠軍。這項比賽的參賽權需由比賽委員會的邀請，而並不是由聯賽中的成绩而決定。當時 Julio de Miguel 成功簽下一名偉大的球員——巴西人 Waldo Machado ，他在馬斯泰拿給球迷留下了無數個激情的夜晚，並且是球會歷史上的頂級射手之一。他的自由球，他那令人難以置信的射門，還有他的快樂足球，都在西班牙及歐洲大陸留下了不可磨滅的印記。 Waldo 的最佳拍檔就是 Vicente Guillot， Vicente 給巴西人的傳球總是恰到好處，在球場上他們似乎閉上眼睛都可以找到對方。伴隨著華倫西亞在歐洲成功是在聯賽中平庸表現。
在1961/62賽季，華倫西亞能夠保持在主場的高得勝率，卻總是在客場無法取得足夠的積分。聯賽結束時，他們落後皇家馬德里12分，排在第7位。而在國際城市博覽會杯的賽事中，華倫西亞的第一個對手是當時英格蘭最強大的足球會之一諾定咸森林。第一場比賽，在英國人的主場進行，結果球隊取得了5:1的輝煌勝利。在打敗這支英國球隊取得晉級資格後，下一個倒在華倫西亞的鐵蹄下的就是瑞士球隊洛桑。華倫西亞順利進入了八強，對手是強大的國際米蘭，結果球隊在馬斯泰拿球場以2:0擊敗國際米蘭，而在國際米蘭的主場雙方戰成3:3。進入四強，球隊擊敗了布達佩斯MTK，在華倫西亞，球隊以3:0大勝，在布達佩斯則是一個驚人的7:3狂勝，這也是華倫西亞在歐洲賽中取得的最高得分記錄。此時，一位老對手正在決賽中等待著華倫西亞：巴塞隆納。在1962年9月12日，成千上萬的瘋狂的華倫西亞人支持者湧進了馬斯泰拿球場，這場比賽的勝利是決定性的，6:2的賽果讓巴塞隆納在這場城市博覽會盃決賽首回合向華倫西亞俯首稱臣。接下來的比賽在魯營球場舉行，結果踢成1:1平手，7:3的兩回合總比數，最後的勝利是歷史性，華倫西亞第一次高舉了國際城市博覽會杯，球隊在賽事中共攻入33個進球，創造了城市博覽會杯比賽的進球最多紀錄。
1962/63賽季，作為城市博覽會盃的衛冕冠軍身份，華倫西亞在接下來的一個賽季裡成功衛冕。在衛冕的征途上，第一個障礙是3支蘇格蘭的球隊：些路迪、鄧弗姆林和喜百年。在四強，華倫西亞將面對羅馬，在馬斯泰拿，華倫西亞乾淨利落的以3:0取勝，但在客場奧林匹高球場，華倫西亞僅以0:1落敗，但是華倫西亞還是順利拿到了進軍決賽的入場券。決賽中的對手是薩格勒布戴拿模。首回合的比賽在南斯拉夫城市薩格勒布舉行，華倫西亞開賽不久便落後了，但是多虧了 Waldo 和 José Antonio Urtiaga，他們為華倫西亞追成平手。次回合比賽於1963年6月26日在馬斯泰拿舉行，50.000位觀眾見証華倫西亞在本場比賽中的精彩表現，他們以2:0擊敗這支來自巴爾幹的球隊，Mañó 和 Héctor Núñez 分別建功。
在接下來的一個賽季，華倫西亞再一次打入城市博覽會杯決賽。在打敗愛爾蘭的沙姆洛克流浪、奧地利的維也納迅速和匈牙利烏派斯，之後的四強裡，華倫西亞遇上了德國科隆，球員費了一番努力才能打敗德國人。另一支西班牙球隊——薩拉戈薩正在等待決賽中與華倫西亞對決(此屆決賽場地為中立場魯營球場，採用一回合賽制)，這次的結果與前兩次不同，勝利是屬於來自阿拉貢地區的球隊，他們憑藉著 Villa 和 Marcelina 的兩個進球以2:1的賽果捧起了冠軍獎盃， Urtiaga 為華倫西亞扳回一分。決賽受挫於薩拉戈薩是一次沉重的打擊，此後的三年華倫西亞一度沉默了。
這一切都在1967年6月得到改變，一項新的桂冠降臨馬斯泰拿，不過這一次獎盃換成了西班牙盃。華倫西亞一直保持著球隊的新陳代謝。這次輪到了 Juan Cruz Sol 和 Pepe Claramunt ，這兩位關鍵球員的加盟，幫助華倫西亞再次在西班牙足壇佔上重要位置。還有依靠 Waldo，澳洲守門員 Abelardo，華倫西亞打入了1967年的西班牙盃決賽。晉級決賽的道路是漫長而艱難的，在輕鬆擊敗首兩輪的對手卡迪斯和皇家貝迪斯之後，在八強華倫西亞殺退了皇家馬德里，並在四強遇上另一支來自華倫西亞自治區的球隊艾爾切，決賽面對的是另一個老對手：畢爾包。決賽在首都馬德里舉行，依靠 Paraguayan Anastasio Jara 和 Paquito 的進球，華倫西亞擊敗了巴斯克對手， Roberto Gil 舉起了球隊歷史上的第四座西班牙盃，這座新的奬盃對於渴望榮譽的華倫西亞球迷無疑是一份最好的禮物。
在接下來的一個賽季1967/68，華倫西亞首次在歐洲盃賽冠軍盃中登場，在第一圈的賽事中華倫西亞打敗了北愛爾蘭的十字軍隊，在第二圈賽事中淘汰布加勒斯特星隊，但在八強慘被拜仁慕尼黑淘汰，因為當時對手擁有傳奇球員碧根包華和美亞。在1967年捧盃以後，華倫西亞再次沉寂了三年，直到70年代初，獎盃才再次回到華倫西亞。

## 主場

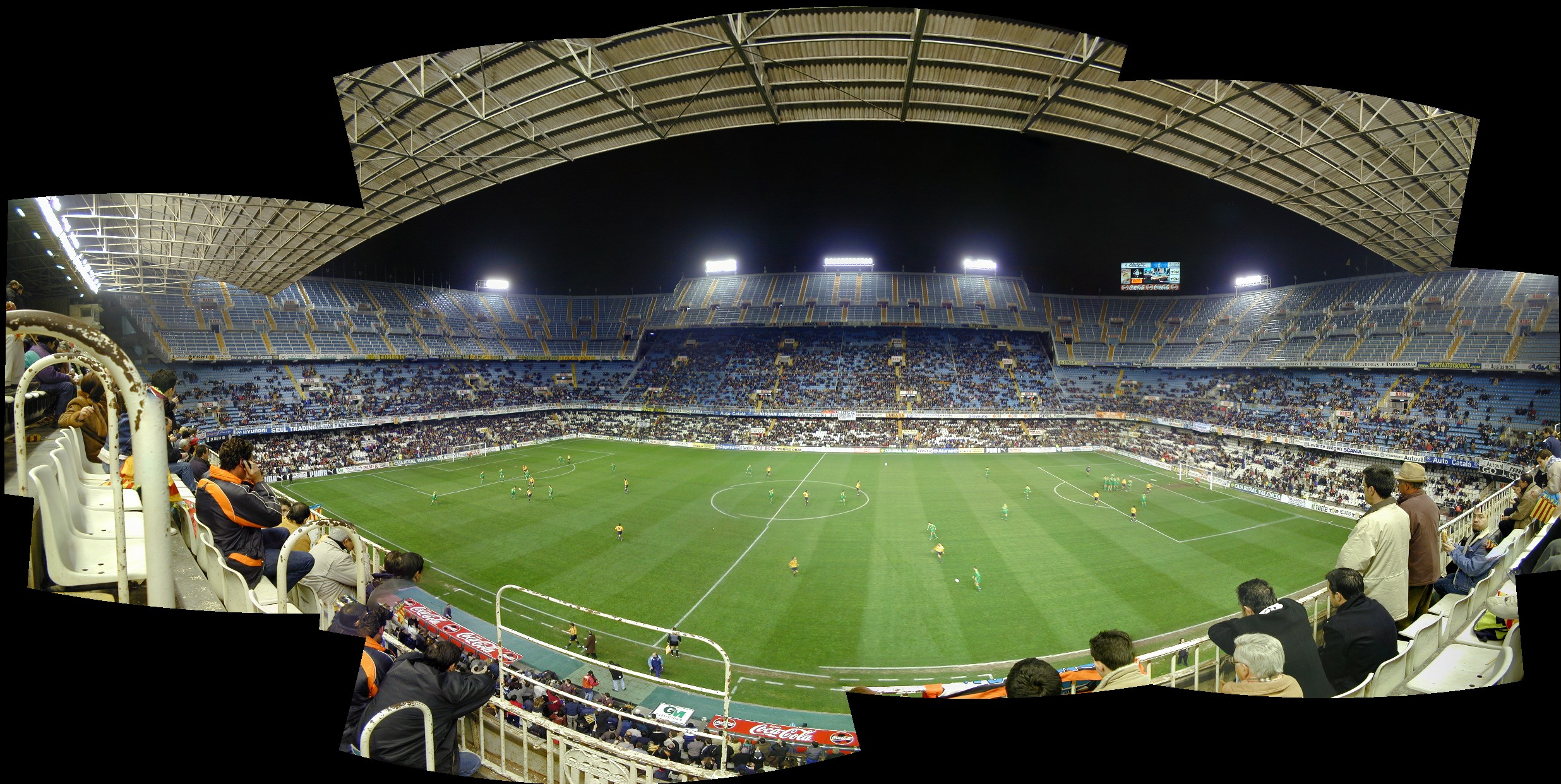
馬斯泰拿球場

1919年5月21日，華倫西亞的第一場比賽是為了慶祝建城日，在卡斯迪隆與Real Gimnástico的比賽。當時的首發陣容是: Marco，Amador Peris，Julio Gasco，Fernando Marzal，Pepe Llobet，Antonio Ferre，Luis Fernandez，Umbert，Martinez Ibarra，Aliaga 及 Gomez Juaneda。這場比賽過後，華倫西亞意識到需要一個屬於自己的球場。
球會管理層希望將主場定在阿基羅斯，但是為了讓足協答應這個要求，球會還有很多的事要做，例如建立圍牆之類的安全措施和解決建球場的資金問題。尤其是資金問題，讓球會傷透了腦筋，直到一個不留名的捐獻者的出現，這個好心人一共捐出了25,000比塞塔。這些錢足以實行球會的計劃，將阿基羅斯的土地變成足球場。據說這位好心人是 Gonzalo Medina ，他將自己本用做結婚的錢拿了出來。婚禮因此推遲了整整一年。Gonzalo Medina 說：「華倫西亞才是我最先要考慮的事。」
1919年12月7日，阿基羅斯球場竣工。Castellón Castalia 特意前來助興，不過最終的結果為0:0。值得一提的是，這場比賽的裁判正是華倫西亞在當時的主席 Augusto Milego 。這場比賽的所有收入都捐給了 Gomez Ferrer 醫院。
隨著華倫西亞的迅速發展，阿基羅斯不足以滿足華倫西亞的需求，興建新球場的相關会议於1923年1月16日召開。球會管理層不斷尋找合適的地皮，最終在同年1月的時候，當時的球會主席 Ramón Leonarte 向 barón de Bellver 花了316,439比塞塔買下了這塊面積約10,000平方米的土地。球會邀請了建築師 Francisco Almenar Quinzá 負責球場的設計，他後來成為了球會主席，建造工程由 Ramón Ferrer Aguilar 負責，他也是球會的会员。最初球場的面積為100m x 59m ，整個球場可容納17,000名觀眾，包括共10行在露天看台中的企位，另外有5行是高級坐位，5行高級企位。這個球場就是馬斯泰拿球場。
隨著華倫西亞的成功，馬斯泰拿球場不斷進行擴建及改善工程，現時已可容納55,000人。2006年，華倫西亞管理層決定興建新的主場，取代馬斯泰拿球場球場。新球場在2007年動工興建，建造費達3-4億歐元。預計2009年將遷往新主場Nuevo Mestalla，新主場可容納75,000人。
2008年5月26日上午10時許，正在施工的新主場工地發生了嚴重工業意外，一個用於承托金屬模板的工作台組件脫落，導致4名工人由15至20米高處墮下。意外導致四名工人死亡，其中兩人 {Nelson Rocha(24歲，玻利維亞籍)及Luis Garcia Medardo Sinchiguano(38歲，厄瓜多爾籍)}當場証實死亡，其餘兩人{Enrique Pradas Franco(25歲，西班牙籍)及Jose Rosa(22歲，西班牙籍)}送院後搶救無效不治。
2008年末，因為金融海潚關係，西班牙的經濟不景，馬斯泰拿球場的土地未能預期出售，令球會無法籌集足夠資金繼續興建新球場。新球場工程於2009年2月25日正式停工。

## 蝙蝠帶來的福氣
傳說13世紀時，為了驅趕入侵的摩爾人，阿拉貢國王海梅一世率大軍東征，意欲收復華倫西亞城。在一次戰役中，一支敵箭悄悄射向了正全神貫注指揮戰鬥的海梅，恰巧這時有一隻蝙蝠飛過，幫他擋下了這致命的一箭。因此，在華倫西亞城光復後，為了感谢蝙蝠對他的庇護，他把蝙蝠封為他的保護神，蝙蝠便作為一個英雄角色被設計進了城徽當中。從此，這樣的傳說讓蝙蝠滲透進了華倫西亞的文化當中，與華倫西亞結下了不解之缘。因此當利雲特和華倫西亞成立時，甚至是後期成立的阿爾科亞諾，三家球會都不約而同地選擇了蝙蝠來作為隊徽的元素之一。

## Los Ches
華倫西亞的暱稱「切」的來源也頗有意思。在華倫西亞語中，「小伙子」一詞的縮合形式為「xiquet」。後來，該詞以變音為「che」的形式進入到西班牙語中。於是，華倫西亞球迷開始稱呼球員為「che」，而慢慢地「Los Ches」這個詞也就成為了華倫西亞的代名詞。

## 會歌
華倫西亞的會歌在1993年9月21日一個官方的慶祝球會75周年時發佈，會歌是球會邀請了當時的古典作曲家 D. Pablo Sanchez Torella 作曲，由 Ramon Gimeno Gil 填寫歌詞。
歌詞: Himno Oficial del Valencia Club de Futbol

## 球會榮譽
| 榮譽                          | 次數     | 年度                                                                                   |
| 國內聯賽                      | 國內聯賽 | 國內聯賽                                                                               |
| ----------------------------- | -------- | -------------------------------------------------------------------------------------- |
| 西班牙甲組足球聯賽冠軍        | 6次      | 1941/42年, 1943/44年, 1946/47年, 1970/71年, 2001/02年, 2003/04年                       |
| 國內盃賽                      |          |                                                                                        |
| 西班牙國王盃冠軍              | 8次      | 1940/41年, 1948/49年, 1953/54年, 1966/67年, 1978/79年, 1998/99年, 2007/08年, 2018/19年 |
| 西班牙超級盃冠軍              | 1次      | 1999年                                                                                 |
| 伊娃·貝隆盃 (Copa Eva Duarte) | 1次      | 1949年                                                                                 |
| 歐洲賽事                      |          |                                                                                        |
| 國際城市博覽會杯冠軍          | 2次      | 1961/62年, 1962/63年                                                                   |
| 歐洲足協盃冠軍                | 1次      | 2003/04年                                                                              |
| 歐洲盃賽冠軍盃冠軍            | 1次      | 1979/80年                                                                              |
| 歐洲超級盃冠軍                | 2次      | 1980年, 2004年                                                                         |
| 歐洲足協圖圖盃冠軍            | 1次      | 1998年                                                                                 |

## 球員名單（2025/26）
1. 2025年夏季轉會窗（英语：List of Spanish football transfers summer 2025）：6月1日至10日，6月16日至9月1日。
2. 國籍圖標根據國際足協的參賽資格定義，但球員可能會持有多於一個非國際足協定義的國籍。
3. 粗體字為新加盟球員（青年隊提升不計）。
4. 為隊長，者為傷患球員。
5. 『*』為先租出一季或半季後售出。

### 目前效力
| 號碼  | 國籍     | 球員                           | 位置     | 年齡  | 加盟年份 | 前屬球會 | 轉會費            |
| 門 將 | 門 將    | 門 將                          | 門 將    | 門 將 | 門 將    | 門 將    | 門 將             |
| ----- | -------- | ------------------------------ | -------- | ----- | -------- | -------- | ----------------- |
| 1     | 北馬其頓 | （Stole Dimitrievski）         | 門將     | 31    | 2024     | 巴列卡诺 | 自由轉會          |
| 13    | 西班牙   | （Cristian Rivero）            | 門將     | 27    | 2020     | 青年隊   | 不適用            |
| 25    | 西班牙   | （Julen Agirrezabala）         | 門將     | 24    | 2025     | 畢爾包   | 100萬歐元(租借費) |
| 後 衛 |          |                                |          |       |          |          |                   |
| 2     | 葡萄牙   | （Thierry Correia）            | 右后卫   | 26    | 2019     | 體育CP   | 1,200万欧元       |
| 4     | 几内亚   | （Mouctar Diakhaby）           | 中后卫   | 28    | 2018     | 里昂     | 1,500萬歐元       |
| 6     | 西班牙   | （Hugo Guillamón）             | 防守中場 | 25    | 2019     | 青年隊   | 不適用            |
| 14    | 西班牙   | （José Gaya）                  | 左後衛   | 30    | 2012     | 青年隊   | 不適用            |
| 15    | 西班牙   | 塞萨尔·塔雷加（César Tárrega） | 中后卫   | 23    | 2021     | 青年隊   | 不適用            |
| 20    | 瓜德罗普 | （Dimitri Foulquier）          | 右后卫   | 32    | 2021     | 格蘭納達 | 250万欧元         |
| 21    | 西班牙   | （Jesús Vázquez）              | 左後衛   | 22    | 2022     | 青年隊   | 不適用            |
| 24    | 瑞士     | （Eray Cömert）                | 中堅     | 27    | 2022     | 巴素利   | 80萬歐元          |
| 中 場 |          |                                |          |       |          |          |                   |
| 7     | 西班牙   | （Sergi Canós）                | 左翼     | 28    | 2023     |          | 25萬歐元          |
| 8     | 西班牙   | （Javi Guerra）                | 正中場   | 22    | 2021     | 青年隊   | 不適用            |
| 10    | 葡萄牙   | （André Almeida）              | 進攻中場 | 25    | 2022     |          | 800萬歐元         |
| 18    | 西班牙   | （Pepelu Garcia）              | 防守中場 | 27    | 2023     |          | 500萬歐元         |
| 前 鋒 |          |                                |          |       |          |          |                   |
| 9     | 西班牙   | （Hugo Duro）                  | 中鋒     | 25    | 2021     |          | 400萬歐元         |
| 11    | 西班牙   | 路易斯·裡奧哈（Luis Rioja）    | 左翼     | 31    | 2024     | 阿拉维斯 | 120萬歐元         |
| 16    | 西班牙   | （Diego López）                | 右翼     | 23    | 2022     | 青年隊   | 不適用            |
| 17    | 西班牙   | （Alberto Marí）               | 前鋒     | 24    | 2023     | 青年隊   | 不適用            |
| 19    | 西班牙   | 丹尼爾·拉巴（Dani Raba）       | 右翼     | 29    | 2025     | 萊加內斯 | 自由轉會          |

### 外借球員
| 號碼             | 國籍             | 球員             | 位置             | 年齡             | 加盟年份         | 外借球會         | 外借球季         |
| 2024年夏季轉會窗 | 2024年夏季轉會窗 | 2024年夏季轉會窗 | 2024年夏季轉會窗 | 2024年夏季轉會窗 | 2024年夏季轉會窗 | 2024年夏季轉會窗 | 2024年夏季轉會窗 |
| ---------------- | ---------------- | ---------------- | ---------------- | ---------------- | ---------------- | ---------------- | ---------------- |
| 15               | 土耳其           | （Cenk Özkaçar） | 中堅             | 24               | 2022             | 科隆             | 25/26球季        |

### 離隊球員
| 號碼             | 國籍             | 球員                                       | 位置             | 年齡             | 加盟年份         | 加盟球會         | 轉會費           |
| 2025年夏季轉會窗 | 2025年夏季轉會窗 | 2025年夏季轉會窗                           | 2025年夏季轉會窗 | 2025年夏季轉會窗 | 2025年夏季轉會窗 | 2025年夏季轉會窗 | 2025年夏季轉會窗 |
| ---------------- | ---------------- | ------------------------------------------ | ---------------- | ---------------- | ---------------- | ---------------- | ---------------- |
| 1                | 西班牙           | （Jaume Doménech）                         | 門將             | 34               | 2015             | 自由球員         | 自由轉會         |
| 3                | 西班牙           | （Cristhian Mosquera）                     | 中后卫           | 21               | 2021             | 阿仙奴           | 1,300萬鎊        |
| 5                | 阿根廷           | 恩佐·巴雷內切亞（Enzo Barrenechea）            | 防守中場         | 24               | 2024             | 阿士東維拉       | 租借歸還         |
| 11               | 西班牙           | （Rafa Mir）                               | 中鋒             | 28               | 2024             | 西維爾           | 租借歸還         |
| 12               | 奈及利亞         | （Umar Sadiq）                             | 中鋒             | 28               | 2025             | 皇家蘇斯達       | 租借歸還         |
| 17               | 西班牙           | 丹尼爾·戈麥斯（Dani Gómez）                | 進攻中場         | 27               | 2024             | 利雲特           | 租借歸還         |
| 19               | 英格兰           | （Max Aarons）                             | 右后卫           | 25               | 2025             | 伯恩茅斯         | 租借歸還         |
| 23               | 西班牙           | （Fran Pérez）                             | 右翼             | 22               | 2022             | 華歷簡奴         | 100萬歐元        |
| 24               | 西班牙           | 亞雷克·加西奧羅夫斯基（Yarek Gąsiorowski） | 中后卫           | 20               | 2023             | PSV燕豪芬        | 980萬歐元        |
| 25               | 格鲁吉亚         | （Giorgi Mamardashvili）                   | 門將             | 24               | 2024             | 利物浦           | 租借歸還         |
| 30               | 西班牙           | 格爾曼·瓦萊拉（Germán Valera）             | 右翼             | 23               | 2024             | 艾爾切           | 10萬歐元*        |

## 歷代曾效力球員
| - 貝拿特（Bernat） - 奧里奧（Oriol Romeu Vidal） - 蘇達度（Soldado） - （Albelda） - （Bruno Saltor） - 莫亞（Moya） - 迪艾拔（Dealbert） - 佐迪·艾巴（Jordi Alba） - 柏保路·靴南迪斯（Pablo Hernández） - 阿杜列斯（Aduriz） - 桑·馬達（Juan Manuel Mata） - 艾朗·尼斯（Aarón Ñíguez） - （Del Horno） - （David Navarro） - 伊斯高（Francisco Román Alarcón Suárez "Isco"） - 祖亞昆（Joaquín） - 施薩·山齊士（César） - （Vicente） - （Alexis Ruano Delgado） - （Carlos Marchena López） - （David Josué Jiménez Silva） - （David Villa Sánchez） - （Rubén Baraja Vegas） - 安古路（Miguel Ángel Angulo Valderrey） - 魯爾·艾比奧爾（Raúl Albiol Tortajada） - 摩連迪斯（Fernando Morientes Sánchez） - （Cristóbal Emilio Torres Ruiz "Curro Torres"） - 希古拿（Iván Helguera Bujía） - 施斯里奧·干沙尼斯·馬天尼斯 （施施）（Sisinio González Martínez "Sisi"） - 安祖·艾里斯文迪（Ángel Javier Arizmendi de Lucas） - 簡尼沙利斯（José Santiago Cañizares Ruiz） - 謝美·加維蘭（Jaime Gavilán Martínez） - （Juan Luis Mora） - 柏拉度（Miguel Pallardó González） - 荷西·安歷基（José Enrique Sánchez Diaz） - （Jorge López Montaña） - （Francisco Joaquín Pérez Rufete） - 悉斯高（Francisco Javier Muñoz Llompart "Xisco"） - 柏立（Andrés Palop Cervera） - （Miguel Ángel Mista） - 柏度·盧比斯（Pedro López Muñoz） | - 桑·山齊士（Juan Ginés Sánchez Moreno） - 沙華（Salvador Ballesta Vialco "Salva"） - 踢爾斯·米拿（Luis Milla Aspas） - （Gaizka Mendieta Zabala） - 謝拉特（Gerard López Segú） - 化連奴斯（Francisco Javier Farinós Zapata） - 魯賓·拿華路（Rubén Navarro Méndez） - 桑·弗朗西斯科·加西亞（Juan Francisco García García "Juanfran"） - 伊萬·坎波（Iván Campo Ramos） - 查維·拿華路（Francisco Javier Vicente Navarro） - 甘馬拉沙（Francisco José Camarasa） - 費蘭度·高美斯（Fernando Gómez Colomer） - （Andoni Zubizarreta Urreta） - 羅拔圖·費南迪斯·沃尼略（Roberto Fernández Bonillo） - 基克·桑切斯·弗洛雷斯（Quique Sanchez Flores） - 禾路（Salvador González Marco "Voro"） - 奧曹托爾拿（José Manuel Ochotorena） - 定迪里奧（Miguel Tendillo Belenguer） - 恩里克·紹拉（Enrique Saura Gil） - 奧尼拉（Eloy José Olaya Prendes） - 保查迪斯（Antonio Puchades Casanova） - 恩拿斯奧（Ignacio Eizaguirre Arregui） - 古靴美·哥路斯迪沙·柏列迪斯（Guillermo Gorostiza Paredes） - 費蘭·托雷斯（Ferran Torres） - 天奴·哥斯達（Tino Costa） - 加高（Gago） - 艾真度·杜明基斯（Domínguez） - （Roberto Fabián Ayala） - （Pablo César Aimar） - 柏歷連奴（Mauricio Andrés Pellegrino） - （Cristian Alberto González Peret "Kily González"） - （Claudio Javier López） - （Arnaldo Ariel Ortega） - （Mario Alberto Kempes） - 連蘭（Renan Brito Soares） - 卡尼圖（Thiago Carleto Alves） - （Eduardo César Daude Gaspar "Edu"） - 奧雷利奧（Fábio Aurélio） - 列卡度·奧利華拉（Ricardo Oliveira） - 羅馬里奥（Romário de Souza Faria） - 李安納度（Leonardo Nascimento de Araujo） | - 彭尼夫（Lyuboslav Mladenov Penev） - 伊文拿（Achille Emana Edzimbi） - 伊度亞度·華加斯（Eduardo Vargas） - 柏邦（Dorlan Pabón） - （Ludovic Butelle） - 迪甘斯 （Didier Deschamps） - 若瑟林·安高馬（Jocelyn Angloma） - (Anthony Réveillère） - 萊納·邦霍夫（Rainer Bonhof） - （Timo Hildebrand） - （Emiliano Moretti） - （Amedeo Carboni） - 達雲奴（Francesco Tavano） - 斯蒂法諾·菲奧雷（Stefano Fiore） - 贝尔纳多·科拉迪（Bernardo Corradi） - 迪華奧（Marco Di Vaio） - 盧卡利尼（Cristiano Lucarelli） - 史坦基域斯（Marius Stankevičius） - 施度·基達（Seydou Keita） - 施素高（Mohamed Sissoko） - （Maduro） - （Patrick Kluivert） - 辛尼（Sunny） - 卡維（John Carew） - （Nelson Valdez） - 米基爾·蒙迪路（Miguel） - 文奴爾·費南迪斯（Manuel Fernandes） - 曉高·維亞拿（Hugo Viana） - 馬高·簡利拿（Marco Caneira） - （Adrian Bucurel Ilie） - 杜傑錫（Miroslav Đukić） - 米積杜域（Predrag Mijatović） - 施積（Nikola Žigić） - 沙豪域（Zlatko Zahovic） - 辛達路斯（Philippe Senderos） - 杜普爾（Topal） - 拿祖·干沙里斯（Nacho González） - （Fabián Estoyanoff） - （Mario Regueiro） - 簡奴比奧（Fabián Canobbio） - 岡薩洛·德洛斯·桑托斯（Gonzalo de los Santos） - 迭戈·阿隆索（Diego Alonso） - 米古（Nicolás Fedor Miku） - 米奇·巴舒亞伊（Michy Batshuayi） |

## 歷代主教練
| 年份      | 國籍            | 名字                                     |
| --------- | --------------- | ---------------------------------------- |
| 1919-1922 |                 | Juan Armet Kinké                         |
| 1922-1923 |                 | 阿古斯丁·桑乔                            |
| 1923-1927 |                 | Anton Fivber                             |
| 1927-1929 |                 | James Herriot                            |
| 1929-1931 |                 | Anton Fivber                             |
| 1931-1933 |                 | Rodolfo Galloway                         |
| 1933-1934 | 英格兰          | Jack Greenwell                           |
| 1934-1935 |                 | Anton Fivber                             |
| 1935-1936 |                 | Andrés Balsa                             |
| 1939-1942 |                 | Ramón Encinas                            |
| 1942-1943 |                 | Leopoldo Costa Rino                      |
| 1943-1946 |                 | Eduardo Cubells                          |
| 1946-1948 |                 | Luis Casas Pasarín                       |
| 1948-1954 | 西班牙          | Jacinto Quincoces                        |
| 1954-1956 |                 | Carlos Iturraspe                         |
| 1956-1958 |                 | Luis Miró                                |
| 1958-1959 |                 | Jacinto Quincoces                        |
| 1959-1960 |                 | Pedro Otto Bumbel                        |
| 1960-1962 | 西班牙          | Domènec Balmanya                         |
| 1962-1963 | 阿根廷          | Alejandro Scopelli                       |
| 1963-1964 |                 | Bernardino Pérez Pasieguito              |
| 1964-1965 |                 | Edmundo Suárez Mundo                     |
| 1965-1966 |                 | Sabino Barinaga                          |
| 1966-1968 |                 | Edmundo Suárez Mundo                     |
| 1968-1969 |                 | José Iglesias Joseíto                    |
| 1969-1970 |                 | Enrique Buqué- Salvador Artigas          |
| 1970-1974 | 阿根廷 · 西班牙 | Alfredo Di Stéfano                       |
| 1974-1975 |                 | 米洛万·契里奇                            |
| 1975      |                 | Dragoljub Milosevic                      |
| 1975-1976 |                 | Manuel Mestre                            |
| 1976-1977 | 巴拉圭          | Heriberto Herrera                        |
| 1977      |                 | Manuel Mestre                            |
| 1977-1979 |                 | Marcel Domingo                           |
| 1979      |                 | Bernardino Pérez Pasieguito              |
| 1979-1980 | 阿根廷 · 西班牙 | Alfredo Di Stéfano                       |
| 1980-1982 |                 | Bernardino Pérez Pasieguito              |
| 1982      |                 | Manuel Mestre                            |
| 1982-1983 |                 | Miljan Miljanic                          |
| 1983      |                 | Koldo Aguirre                            |
| 1983-1984 |                 | Francisco García Paquito                 |
| 1984-1985 |                 | Roberto Gil                              |
| 1985-1986 | 乌拉圭          | Oscar Rubén Valdez                       |
| 1986-1988 | 阿根廷 · 西班牙 | Alfredo Di Stéfano                       |
| 1988      |                 | Roberto Gil                              |
| 1988-1991 | 乌拉圭          | Víctor Espárrago 域陀·伊斯帕拉高         |
| 1991-1993 | 荷兰            | Guus Hiddink 希丁克                      |
| 1993      |                 | Francisco Real                           |
| 1993-1994 |                 | Héctor Núnez                             |
| 1994      |                 | José Manuel Rielo                        |
| 1994      | 荷兰            | Guus Hiddink 希丁克                      |
| 1994-1995 | 巴西            | Carlos Alberto Parreira                  |
| 1995      |                 | José Manuel Rielo                        |
| 1995-1996 | 西班牙          | Luis Aragonés                            |
| 1996-1997 | 阿根廷          | Jorge Valdano 華丹奴                     |
| 1997      |                 | José Manuel Rielo                        |
| 1997-1999 | 義大利          | Claudio Ranieri                          |
| 1999-2001 | 阿根廷          | Hector Cuper 古柏                        |
| 2001-2004 | 西班牙          | Rafael Benítez                           |
| 2004-2005 | 義大利          | Claudio Ranieri                          |
| 2005      | 西班牙          | Antonio López Herranz 安東尼奥·盧比斯    |
| 2005-2007 | 西班牙          | Quique Sanchez Flores                    |
| 2007      | 西班牙          | Óscar Rubén Fernández 奧斯卡·費南迪斯    |
| 2007-2008 | 荷兰            | Ronald Koeman 朗奴高文                   |
| 2008      | 西班牙          | Salvador González Marco "Voro" 禾路      |
| 2008-2012 | 西班牙          | Unai Emery 艾瑪利                        |
| 2012      | 阿根廷          | Mauricio Andrés Pellegrino 柏歷連奴      |
| 2012-2013 | 西班牙          | Ernesto Valverde Tejedor 華維迪          |
| 2013      | 塞尔维亚        | Miroslav Đukić 杜傑錫                    |
| 2013-2014 | 阿根廷          | Juan Antonio Pizzi                       |
| 2014-2015 | 葡萄牙          | Nuno Espirito Santo 紐奴                 |
| 2015-2016 | 英格兰          | Gary Neville 加利·尼維利                 |
| 2016      | 西班牙          | Pako Ayestaran 阿耶斯特蘭                |
| 2016      | 義大利          | Cesare Prandelli 柏蘭迪利                |
| 2016-2017 | 西班牙          | Salvadore González Marco 禾路 (看守領隊) |
| 2017-2019 | 西班牙          | Marcelino García Toral                   |
| 2019-2020 | 西班牙          | Albert Celades                           |
| 2020-2021 | 西班牙          | Javi Gracia 哈維·加西亞                  |
| 2021-2022 | 西班牙          | José Bordalás 何塞·博爾達拉斯            |
| 2022-2023 | 義大利          | Gennaro Gattuso 詹納羅·加圖索            |
| 2023-2024 | 西班牙          | Rubén Baraja 魯本·巴拉哈                 |
| 2024-現任 | 西班牙          | Carlos Corberán 卡洛斯·科爾伯蘭          |

## 歷代會長
| 年份                | 名字                                |
| ------------------- | ----------------------------------- |
| 1919-1922           | Jorge Mainar                        |
| 1922                | Francisco Vidal Muñoz               |
| 1922-1924           | Ramón Leonarte Ribera               |
| 1924-1925           | Pablo Verdeguer Comes               |
| 1925-1929           | Facundo Pascual Quilis              |
| 1929-1932           | Juan Giménez Cánovas                |
| 1932-1933           | Manuel García del Moral             |
| 1933-1935           | Adolfo Royo Soriano                 |
| 1935-1936           | Francisco Almenar Quinzá            |
| 1939-1940           | Alfredo Giménez Buesa               |
| 1940-1959           | Luis Casanova Giner                 |
| 1959-1961           | Vicente Iborra Gil                  |
| 1961-1973           | Julio de Miguel Martínez de Bujanda |
| 1973-1975           | Francisco Ros Casares               |
| 1976-1983           | José Ramos Costa                    |
| 1983-1986           | Vicente Tormo Alfonso               |
| 1986-1993           | Arturo Tuzón Gil                    |
| 1993-1994           | Melchor Hoyos Pérez                 |
| 1994-1997           | Francisco Roig Alfonso              |
| 1997-2001           | Pedro Cortés García                 |
| 2001-2004           | Jaime Ortí Ruiz                     |
| 2004-2008           | Juan Bautista Soler                 |
| 2008.5-2008.7       | Agustín Morera Martínez             |
| 2008-2009           | Vicente Soriano Serra               |
| 2009-2013           | Manuel Llorente Martín              |
| 2013-2013           | Vicente Andreu Fajardo              |
| 2013-2015           | Amadeo Salvo Lillo                  |
| 2015-2017           | Lay Hoon Chan 陳麗芬                |
| 2017-2022年5月      | Anil Murthy                         |
| 2022年6月-2025年3月 | Lay Hoon Chan 陳麗芬                |
| 2025年3月-現任      | Kiat Lim 林偉傑                     |

## 外部連結
- 華倫西亞足球會官方網站 （页面存档备份，存于）（西班牙文）（英文）（中文）（法文）（日語）
- 巴伦西亚足球俱乐部的新浪微博
- 超級體育報 （页面存档备份，存于）（西班牙文）
- 華倫西亞省省報-華倫西亞足球隊專頁 （页面存档备份，存于）（西班牙文）
- 東方EMV報-華倫西亞足球隊專頁 （页面存档备份，存于）（西班牙文）